# Praga 1
Praga 1, formalmente Distretto Municipale di Praga 1 (Městská část Praha 1), è una suddivisione della città di Praga. I suoi confini coincidono con il distretto amministrativo nazionale (správní obvod) omonimo.
Praga 1 include la maggior parte del centro storico medievale della città: tutta Staré Město (la Città Vecchia) e Josefov (il quartiere ebraico), gran parte di Malá Strana (il Piccolo Quartiere), Hradčany e Nové Město (la Città Nuova). Parti di Holešovice e Vinohrady confinano con il distretto, rimasto inalterato dalla sua creazione nel 1960.